# هيلاري بيكوك
هيلاري بيكوك (بالإنجليزية: Hilary Peacock)‏ هي راكبة الكنو بريطانية، ولدت في 8 فبراير 1951.

## وصلات خارجية
- هيلاري بيكوك على موقع أوليمبيديا (الإنجليزية)